# Стебут, Иван Александрович
Ива́н Алекса́ндрович Сте́бут (1833—1923) — заслуженный профессор, писатель и практик по сельскому хозяйству, переводчик, общественный деятель. Разработал первое в России Положение об опытных сельскохозяйственных учреждениях, положившее начало скоординированной селекционной деятельности в стране.

## Биография
Родился в семье аптекаря 31 января (12 февраля) 1833 года в городе Великие Луки. Род Стебутов происходил от православного литовца, в XVI веке осевшего в России. В семье было четырнадцать детей.
В 1850 году, после окончания 2-й Санкт-Петербургской гимназии, где учился с 1843 года, был зачислен в студенты Горыгорецкого земледельческого института. По окончании института в 1854 году он был оставлен преподавателем и старшим помощником управляющего фермой. В 1856 году был направлен в Прибалтийские губернии для изучения местных образцовых хозяйств; его отчёт о командировке был премирован Министерством государственных имуществ.
В 1858 году был командирован за границу. За время пребывания за границей особенно долго оставался в Йене, где занимался изучением естественных наук, главным образом, химии, под руководством Лемана. Также посетил образцовые хозяйства Германии, Франции, Бельгии и Англии, прослушал в сельскохозяйственных учебных заведениях ряд систематических курсов; исполнил ряд поручений министерства.
По возвращении, в октябре 1860 года, он был назначен исполняющим должность младшего профессора Горыгорецкого земледельческого института; преподавал полеводство и луговодство; кроме этого, вёл занятия по политической экономии. Желая сделать преподавание более плодотворным и вместе с тем внести живую инициативу в среду учащихся, Стебут организовал так называемые «семинарии», на которых читались, обсуждались и критиковались студенческие сочинения. Много сделал также за время пребывания в институте и для пополнения и обогащения сельскохозяйственного музея различными коллекциями, выбранными и приобретёнными в 1862 году на Всемирной выставке в Лондоне.
В сентябре 1865 года был перемещён в Москву, в Петровскую земледельческую и лесную академию, исполняющим должность профессора по кафедре земледелия. В ноябре того же года защитил в Санкт-Петербургском университете магистерскую диссертацию «Известь как средство восстановления плодородия» и в январе 1866 года был утверждён ординарным профессором Петровской академии.
Совместно с чтением лекций он занялся организацией вспомогательных учреждений при академии — сельскохозяйственного музея, опытного поля и агрономической лаборатории, приспособленной им для самостоятельных студенческих исследований, деятельно способствовал основанию комитета сельскохозяйственной консультации и основанию местного сельскохозяйственного печатного органа («Русское сельское хозяйство»), редактором которого был в течение двух лет, явился главным устроителем и работником Московской политехнической выставки, выступал лектором в целом ряде публичных чтений как в Москве, так и в Санкт-Петербурге. Часть таких лекций была обработана впоследствии в книгу «Основы полевой культуры» (изд. 2-е, т. I и II, М., 1882—1884).
В летние месяцы И. А. Стебут один и с своими учениками посещал разные местности России, изучал положение сельскохозяйственного промысла в разных её полосах, причём плодом таких исследований явилась книга «Статьи о русском сельском хозяйстве, его недостатках и мерах к его усовершенствованию» (1857—1882; СПб., 1883).
Он приходил на помощь отечественному сельскому хозяйству при обсуждении различных вопросов, рассмотрении разных уставов правительственных и земских сельскохозяйственных школ и, наконец, при составлении общедоступных изданий в помощь хозяевам-практикам, принуждённым в корень переустроить свои хозяйства после крестьянской реформы 1861 года. В особенности здесь следует остановиться на «Настольной книге», весьма ценном по массе обработанного материала издания, значительная часть текста которого принадлежит его перу. Независимо от сего в качестве организатора или эксперта он принимал деятельное участие во всех значимых выставках, как русских, так и иностранных, на различных конкурсах сельскохозяйственных машин и орудий, причём в особенности уделял много внимания конкурсам «плужным».
Выйдя в отставку (сохранив за собой только преподавание курса частного земледелия до 1894 года), в 1876 году Стебут стал управляющим имения «Кроткое» в Ефремовском уезде Тульской губернии (ныне Куркинский район Тульской области). Это разорённое имение купил его тесть Б. А. Михельсон, который с 1864 года был управляющим обширных имений графа А. А. Бобринского. В имении было 578 десятин земли, в том числе 472 десятины пахотной земли. При Стебуте добавились сад, огород и 33 десятины леса, 25 из которых были посадки. Стебуты имели и собственное имение — в Саратовской губернии — прибыльное и значительно большее. И. А. Стебут создал в Кротком образцовое хозяйство, ставшее на долгие годы образцом технического и экономического благоустройства. Принципы и методы организации хозяйства и итоги реализации их были описаны в четырёх статьях под названием «Из моей сельскохозяйственной практики», опубликованных в 1886 и 1887 годах в «Трудах Вольного экономического общества». В «Кроткое» приезжали студенты и преподаватели Петровской академии, многие учёные, представители губернских и уездных властей, крупные и именитые землевладельцы; бывал здесь Л. Н. Толстой; практикантом, а затем заведующим хозяйством в 1904—1907 годах был здесь А. П. Шехурдин.
Высокое уважение общества к трудам Стебута выразилось не только избранием его в члены различных учёных и сельскохозяйственных обществ, но и в приветствиях в день празднования 35-летнего юбилея учёной и сельскохозяйственной практической деятельности, причём инициативу празднования взяла на себя академия. В течение двух трёхлетий он был почётным мировым судьёй, девять лет был гласным уездного и губернского земства, был председателем губернской сельскохозяйственной комиссии. В 1894 году по его инициативе была учреждена должность губернского агронома, а 1898 году — открыто Богородицкое сельскохозяйственное училище (ныне колледж им. И. А. Стебута), попечителем которого он стал. Стебут построил в «Кротком» двухэтажное здание народной школы, открыл в Епифанском уезде несколько бесплатных библиотек. 
Летом 1900 года им были открыты при московских сельскохозяйственных учебных заведениях специальные женские сельскохозяйственные курсы; в 1904 году они были организованы в Высшие женские сельскохозяйственные курсы, которым в честь 50-летия общественной деятельности И. А. Стебута было присвоено название Сте́бутовские. Стебут был председателя «Совета Общества содействия женскому сельскохозяйственному образованию». Под его руководством Обществом был издан Сборник статей по вопросам женскаго сельскохозяйственнаго образования… (СПб., 1905).
В течение 1898—1908 годов И. А. Стебут был председателем Учёного комитета министерства земледелия и государственных имуществ, состоя в то же время членом Совета министра и попечителем Богородицкого среднего сельскохозяйственного училища.
В период 1905—1909 годов он жил преимущественно за границей, затем до 1913 года, находился или в Москве, или в Крыму. С 1913 года лечил за границей, в 1914 окончательно ослеп и, вернувшись в Россию, жил в Москве.
Скончался 20 октября 1923 года и был похоронен на Ваганьковском кладбище.

## Семья
В 1864 году женился на дочери Б. А. Михельсона Екатерине Борисовне (?—1904). Их дети: Александр, Наталья.
Наталья была замужем за сыном Ф. К. Арнольда, директором Богородицкого сельскохозяйственного училища Михаилом Фёдоровичем Арнольдом. У них было две дочери: Наталья и Вера, в замужестве Житкова

## Память
- "Сельскохозяйственный колледж "Богородицкий" имени И.А.Стебута.